# Кульчаны
Кульчаны — посёлок в Новокузнецком районе Кемеровской области. Входит в состав Сосновского сельского поселения. 

## География
Центральная часть населённого пункта расположена на высоте 208 метров над уровнем моря. Расположен на реке Кондома напротив о.п. Ашмарино. Соединен с ним пешеходным мостом.

## Население
По данным Всероссийской переписи населения 2010 года, в посёлке Кульчаны проживает 255 человек (176 мужчин, 79 женщин).

## Организации
На территории расположен Спортивно-оздоровительный центр Ашмарино (санаторий «Лесная сказка», база отдыха «Ашмарино»; детский оздоровительный лагерь Солнечный;коноспортивный центр «Ашмарино».)